# Nicolaus Vogt
Pour les articles homonymes, voir Vogt (homonymie).
Nicolaus Vogt, né le 6 décembre 1756 à Mayence (Électorat de Mayence) et décédé le 19 mai 1836 à Francfort-sur-le-Main, est un théoricien de l'état et historien.

## Biographie

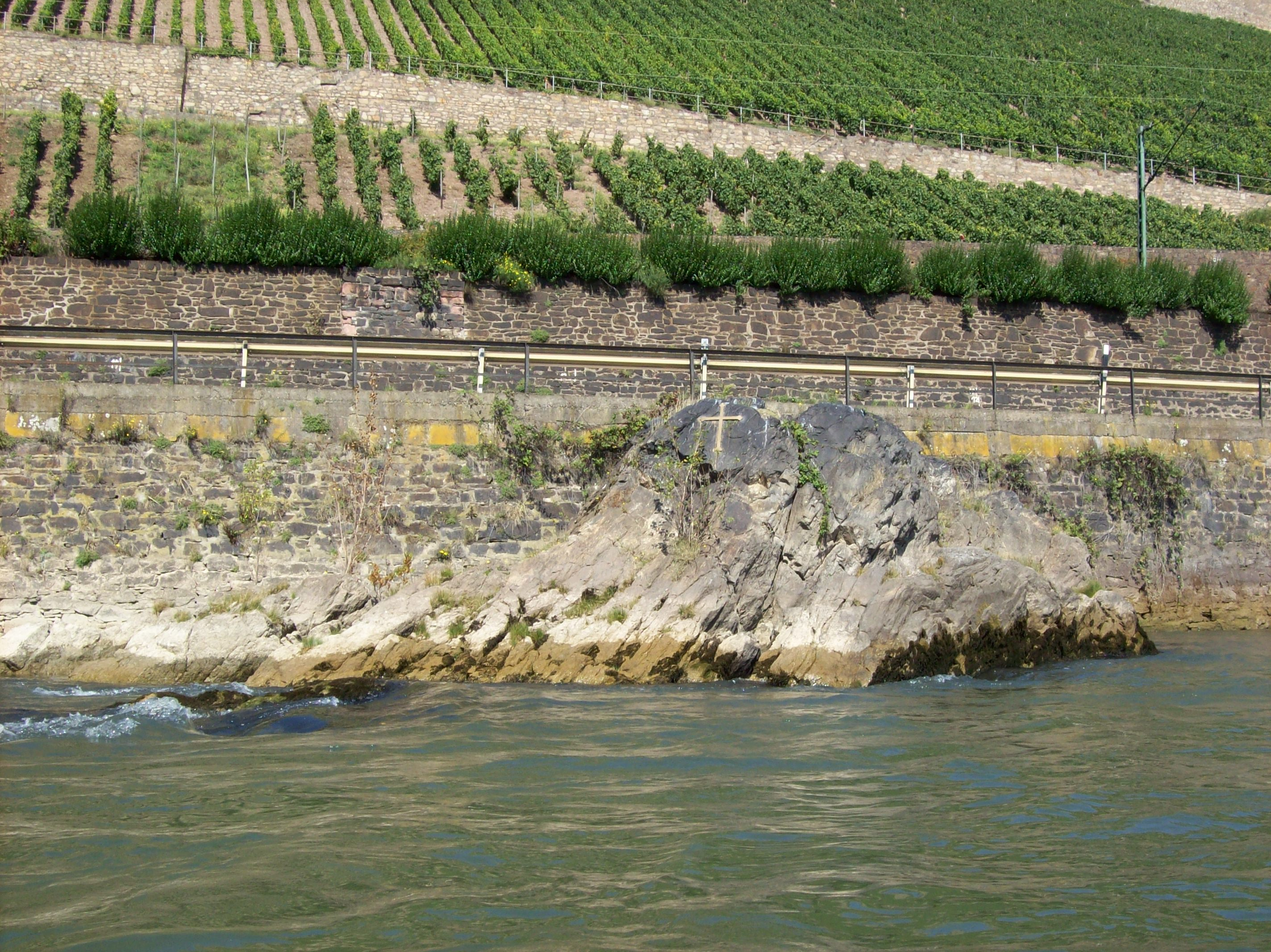
Meule à Binger Loch (haut-fond dans le Rhin). La croix marque l'endroit où le cœur et le cervelle du poète romantique du Rhin Nicolaus Vogt sont enterrés

Né à Mayence, il fait ses études au collège des Jésuites à Mayence et à l'université de Mayence en 1774. Il reçoit un diplôme en philologie et histoire. Après avoir terminé ses études, Vogt devient professeur à l'université de Mayence, ou ses cours magistraux, en particulier l'idée d'équilibre intergouvernemental, laisse une impression durable à Klemens Wenzel von Metternich.
Lorsque Mayence est occupé pour la première fois en 1792 par les troupes françaises, Vogt quitte précipitamment la ville. Il se rend d'abord à Strasbourg et de là en Suisse. Après le siège de Mayence (1793) il retourne à Mayence et reprend ses activités de professeur.
Nicolas Vogt est enterré dans le cimetière du Domaine Johannisberg.

## Travaux
Il écrit un mélange bizarre de drame et d'épopée, avec des scènes dramatiques (Rheinische Bilder), où il fait apparaître Faust et Shakespeare. Il écrit en 1809 un vaste poème intitulé Die Ruinen am Rhein (Les Ruines des bords du Rhin), une des œuvres les plus extravagantes qui soient sorties d'un cerveau humain. La seconde partie de ce poème, Der Färberhof oder die Buchdruckereien Mainz (La Cour du teinturier, ou l'Imprimerie à Mayence) est un drame inachevé en 3 actes dans lequel l'auteur combine les personnages de Faust et de Don Juan et confond leurs aventures.
Dans la préface de cette pièce, Vogt a soin d'expliquer ses intentions, il se propose de symboliser dans Faust la lutte entre le Bien et le Mal, le Ciel et l'Enfer, le Christianisme et le Paganisme ; de peindre en lui l'homme puissant et volontaire qui, pour posséder tous les trésors du monde, donne son âme au diable; puis de le transporter sous le nom de Don Juan dans les situations les plus riantes de la vie. En d'autres termes, le héros devait s'appeler Faust tant qu'il demandait à la science la réalisation du bonheur, et Don Juan quand il la demandait à la volupté. Pour réaliser cette œuvre hybride et qu'il croyait ingénument gigantesque, Vogt avait recours à tous les arts : la musique, la peinture, la décoration. La mythologie et L'histoire elles-mêmes s'unissaient à la poésie pour exprimer celte vaste synthèse d'idées et de sentiments qui embrassait l'humanité.

## Œuvres
- Gustav Adolph König in Schweden, 1790 (Gustave II Adolphe de Suède)
- Abriß einer Geschichte von Mainz, 1792 (abrégé de l'histoire de Mayence)
- Politische Flugschriften, 1803 (pamphlets politiques)